# اريك دوفر
اريك دوفر (بالإنجليزية: Eric Dover)‏ هو مغني وعازف قيثارة أمريكي، ولد في 19 يناير 1967 في جاسبر في الولايات المتحدة.

## وصلات خارجية
- الموقع الرسمي
- اريك دوفر على موقع ميوزك برينز (الإنجليزية)
- اريك دوفر على موقع ديسكوغز (الإنجليزية)